# Campionatul Mondial de Atletism din 2022 - 3.000 m obstacole (feminin)
Proba feminină de 3.000 m obstacole de la Campionatul Mondial de Atletism din 2022 a avut loc pe 16 iulie (calificările) și 20 iulie 2022 (finala) pe Hayward Field din Eugene, SUA.

## Timpul de calificare
Timpul standard pentru calificare automată în finală a fost 9:30:00.

## Program
Ora este ora SUA (UTC-7) 
| Data          | Oră   | Etapă      |
| ------------- | ----- | ---------- |
| 16 iulie      | 10:35 | Calificări |
| 20 iulie 2022 | 19:45 | Finala     |

## Rezultate

### Calificări
S-au calificat direct în finală primele 3 atlete din fiecare serie (C) împreună cu 6 atlete cu cei mai buni 6 timp (c).
| Loc | Serie | Nume                        | Țară                       | Timp     | Note  |
| --- | ----- | --------------------------- | -------------------------- | -------- | ----- |
| 1   | 1     | Norah Jeruto                | Kazahstan                  | 9:01,54  | C     |
| 2   | 1     | Werkuha Getachew            | Etiopia                    | 9:11,25  | C     |
| 3   | 1     | Marwa Bouzayani             | Tunisia                    | 9:12,14  | C, PB |
| 4   | 2     | Alice Finot                 | Franța                     | 9:14,34  | C, RN |
| 5   | 2     | Mekides Abebe               | Etiopia                    | 9:14,83  | C     |
| 6   | 2     | Luiza Gega                  | Albania                    | 9:14,91  | C     |
| 7   | 2     | Courtney Wayment            | Statele Unite ale Americii | 9:14,95  | c     |
| 8   | 1     | Emma Coburn                 | Statele Unite ale Americii | 9:15,19  | c     |
| 9   | 2     | Peruth Chemutai             | Uganda                     | 9:16,66  | c     |
| 10  | 3     | Celliphine Chepteek Chespol | Kenya                      | 9:16,78  | C     |
| 11  | 3     | Maruša Mišmaš-Zrimšek       | Slovenia                   | 9:17,14  | C, SB |
| 12  | 3     | Winfred Mutile Yavi         | Bahrain                    | 9:17,32  | C     |
| 13  | 3     | Courtney Frerichs           | Statele Unite ale Americii | 9:17,91  | c     |
| 14  | 2     | Aimee Pratt                 | Marea Britanie             | 9:18,91  | c, RN |
| 15  | 2     | Gesa Felicitas Krause       | Germania                   | 9:21,02  | c, SB |
| 16  | 3     | Sembo Almayew               | Etiopia                    | 9:21,10  |       |
| 17  | 2     | Amy Cashin                  | Australia                  | 9:21,46  | PB    |
| 18  | 2     | Chiara Scherrer             | Elveția                    | 9:22,15  |       |
| 19  | 3     | Daisy Jepkemei              | Kazahstan                  | 9:23,07  |       |
| 20  | 1     | Elizabeth Bird              | Marea Britanie             | 9:23,17  |       |
| 21  | 2     | Irene Sánchez-Escribano     | Spania                     | 9:23,94  | PB    |
| 22  | 3     | Natalia Strebkova           | Ucraina                    | 9:25,85  |       |
| 23  | 3     | Tatiane Raquel da Silva     | Brazilia                   | 9:26,25  |       |
| 24  | 2     | Purity Kirui                | Kenya                      | 9:26,88  | SB    |
| 25  | 1     | Jackline Chepkoech          | Kenya                      | 9:27,50  |       |
| 26  | 3     | Carolina Robles             | Spania                     | 9:28,24  | PB    |
| 27  | 1     | Belén Casetta               | Argentina                  | 9:29,05  | SB    |
| 28  | 1     | Lea Meyer                   | Germania                   | 9:30,81  |       |
| 29  | 3     | Ceili McCabe                | Canada                     | 9:32,73  |       |
| 30  | 1     | Regan Yee                   | Canada                     | 9:36,22  |       |
| 31  | 2     | Parul Chaudhary             | India                      | 9:38,09  | PB    |
| 32  | 1     | Xu Shuangshuang             | China                      | 9:39,17  | SB    |
| 33  | 1     | Brielle Erbacher            | Australia                  | 9:40,55  |       |
| 34  | 3     | Cara Feain-Ryan             | Australia                  | 9:43,41  |       |
| 35  | 3     | Adva Cohen                  | Israel                     | 9:44,74  |       |
| 36  | 3     | Kinga Królik                | Polonia                    | 9:44,74  |       |
| 37  | 2     | Grace Fetherstonhaugh       | Canada                     | 9:49,85  |       |
| 38  | 1     | Simone Ferraz               | Brazilia                   | 9:53,52  |       |
| 39  | 1     | Nilani Rathnayaka           | Sri Lanka                  | 9:54,10  |       |
| 40  | 3     | Reimi Yoshimura             | Japonia                    | 9:58,07  |       |
| 41  | 2     | Carolina Lozano             | Argentina                  | 10:03,51 |       |
| 42  | 1     | Yuno Yamanaka               | Japonia                    | 10:18,18 |       |

### Finala
Finala s-a desfășurat pe 20 iulie la 19:45.
| Loc | Sportiv                     | Țară                       | Timp    | Note    |
| --- | --------------------------- | -------------------------- | ------- | ------- |
| 1   | Norah Jeruto                | Kazahstan                  | 8:53,02 | RCo, RN |
| 2   | Werkuha Getachew            | Etiopia                    | 8:54,61 | RN      |
| 3   | Mekides Abebe               | Etiopia                    | 8:56,08 | PB      |
| 4   | Winfred Mutile Yavi         | Bahrain                    | 9:01,31 |         |
| 5   | Luiza Gega                  | Albania                    | 9:10,04 | RN      |
| 6   | Courtney Frerichs           | Statele Unite ale Americii | 9:10,59 | SB      |
| 7   | Aimee Pratt                 | Marea Britanie             | 9:15,64 | RN      |
| 8   | Emma Coburn                 | Statele Unite ale Americii | 9:16,49 |         |
| 9   | Marwa Bouzayani             | Tunisia                    | 9:20,92 |         |
| 10  | Alice Finot                 | Franța                     | 9:21,40 |         |
| 11  | Peruth Chemutai             | Uganda                     | 9:21,93 |         |
| 12  | Courtney Wayment            | Statele Unite ale Americii | 9:22,37 |         |
| 13  | Celliphine Chepteek Chespol | Kenya                      | 9:27,34 |         |
| 14  | Maruša Mišmaš-Zrimšek       | Slovenia                   | 9:40,78 |         |
| 15  | Gesa Felicitas Krause       | Germania                   | 9:52,66 |         |